# Астон (коммуна)
Асто́н (фр. и окс. Aston) — коммуна во Франции, находится в регионе Окситания. Департамент коммуны — Арьеж. Входит в состав кантона Ле-Кабан. Округ коммуны — Фуа.
Код INSEE коммуны — 09024.

## Население
Население коммуны на 2008 год составляло 228 человек.
| 1962 | 1968 | 1975 | 1982 | 1990 | 1999 | 2008 |
| ---- | ---- | ---- | ---- | ---- | ---- | ---- |
| 187  | 201  | 180  | 321  | 231  | 241  | 228  |

## Экономика
В 2007 году среди 150 человек в трудоспособном возрасте (15—64 лет) 117 были экономически активными, 33 — неактивными (показатель активности — 78,0 %, в 1999 году было 75,3 %). Из 117 активных работали 103 человека (58 мужчин и 45 женщин), безработных было 14 (4 мужчины и 10 женщин). Среди 33 неактивных 10 человек были учениками или студентами, 17 — пенсионерами, 6 были неактивными по другим причинам.